# Лядське

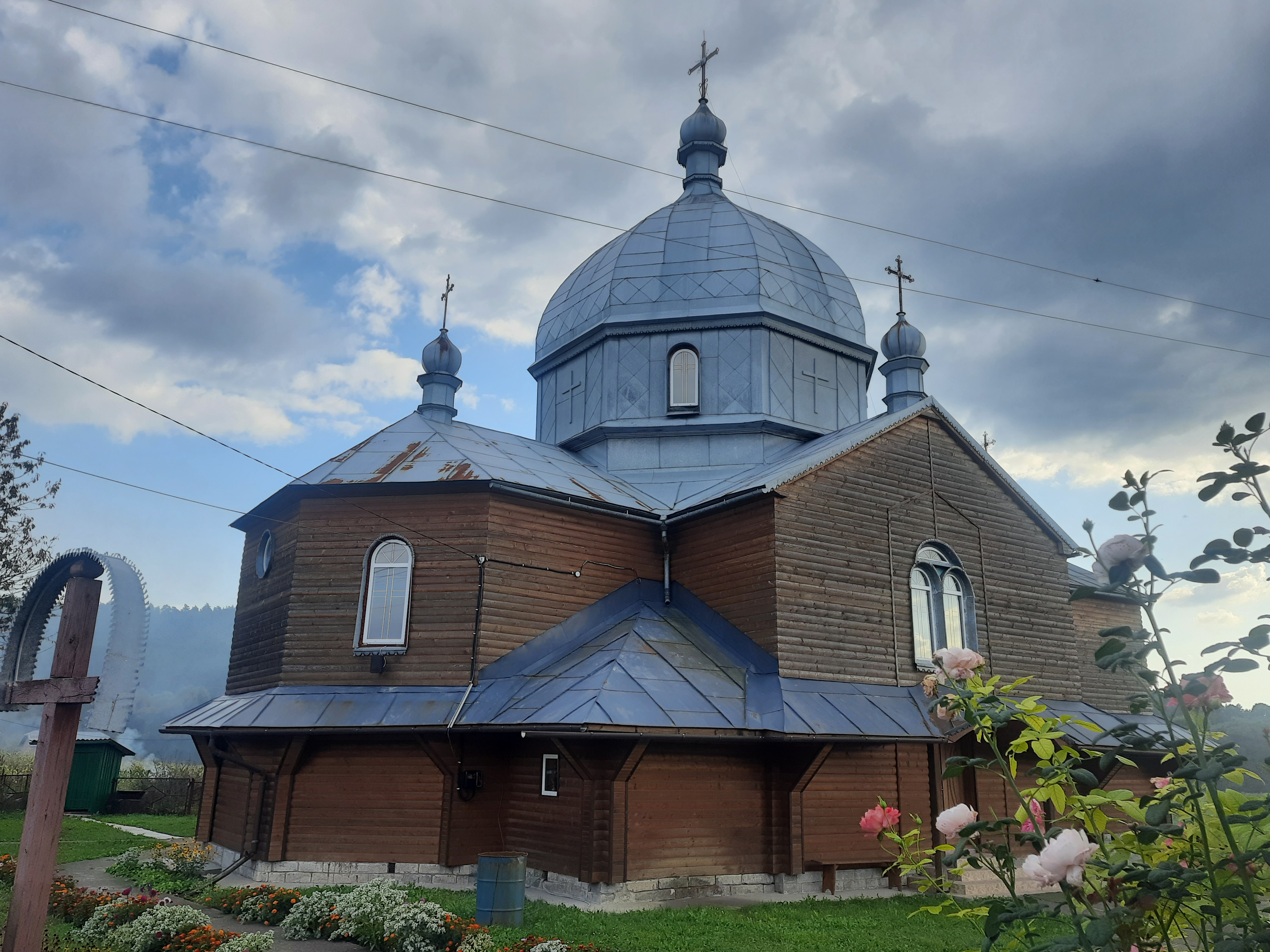
Церква Успіння Пресвятої Богородиці

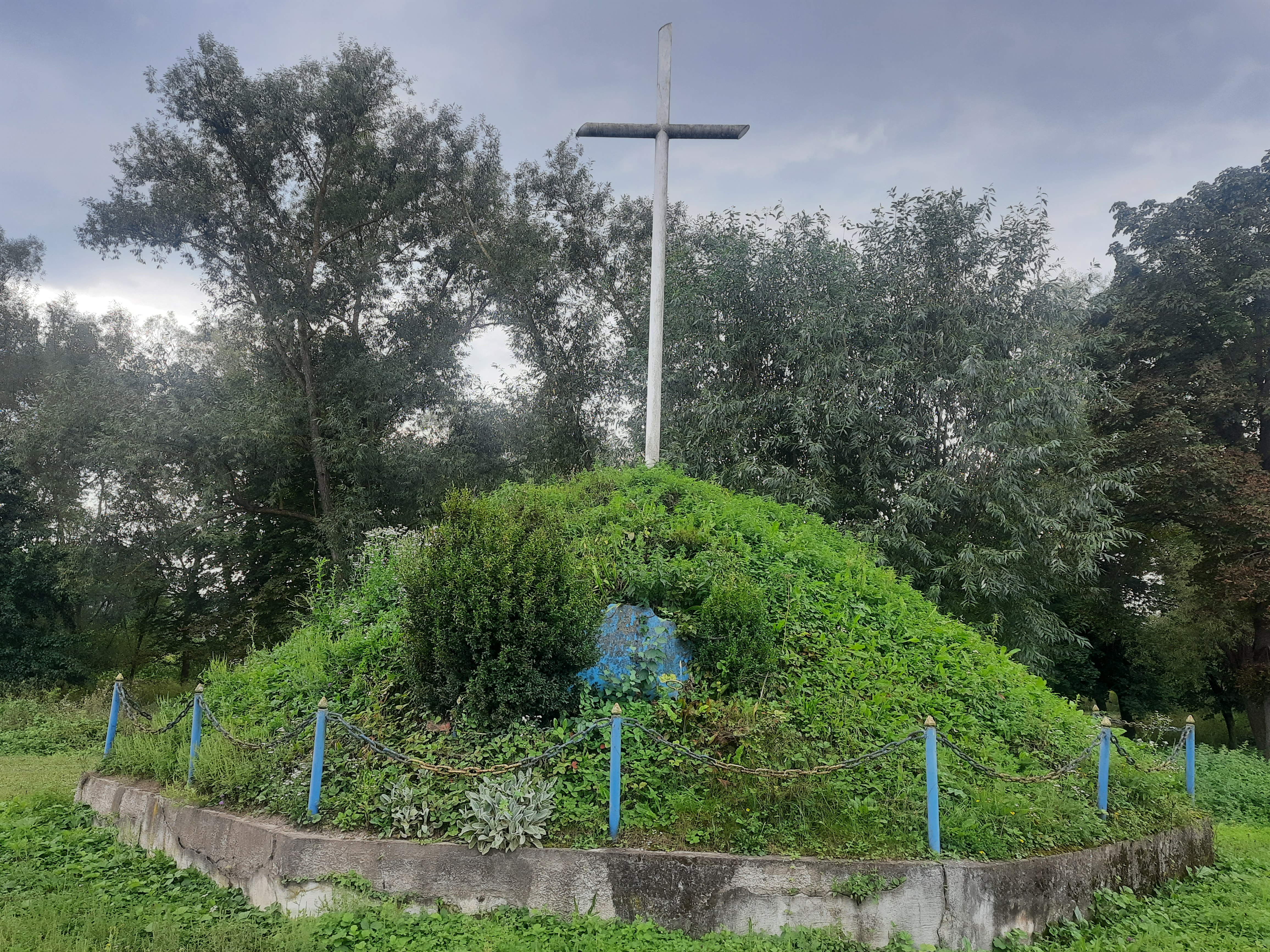
Символічна могила Борцям за волю України

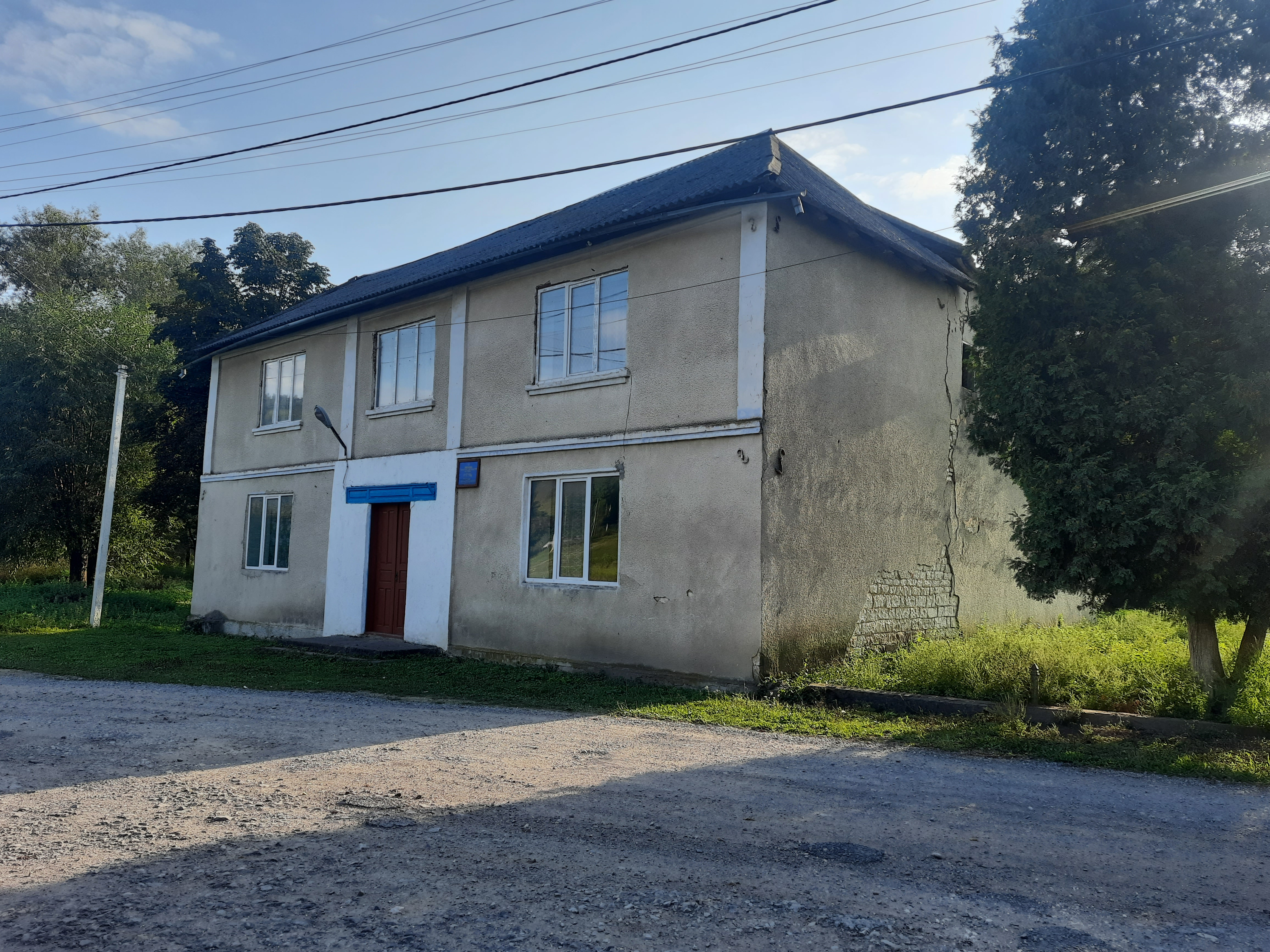
Клуб

Ля́дське — село в Україні, у Монастириській міській громаді Чортківського району Тернопільської області. Розташоване на річці Золота Липа, на південному сході району. До 2020 року адміністративний центр Лядської сільської ради, якій було підпорядковане с. Бобрівники. До села було приєднано хутір Вербка, а у зв'язку з переселенням жителів хутори Вербна і Комарівка були виключені з облікових даних. 

## Статистичні дані

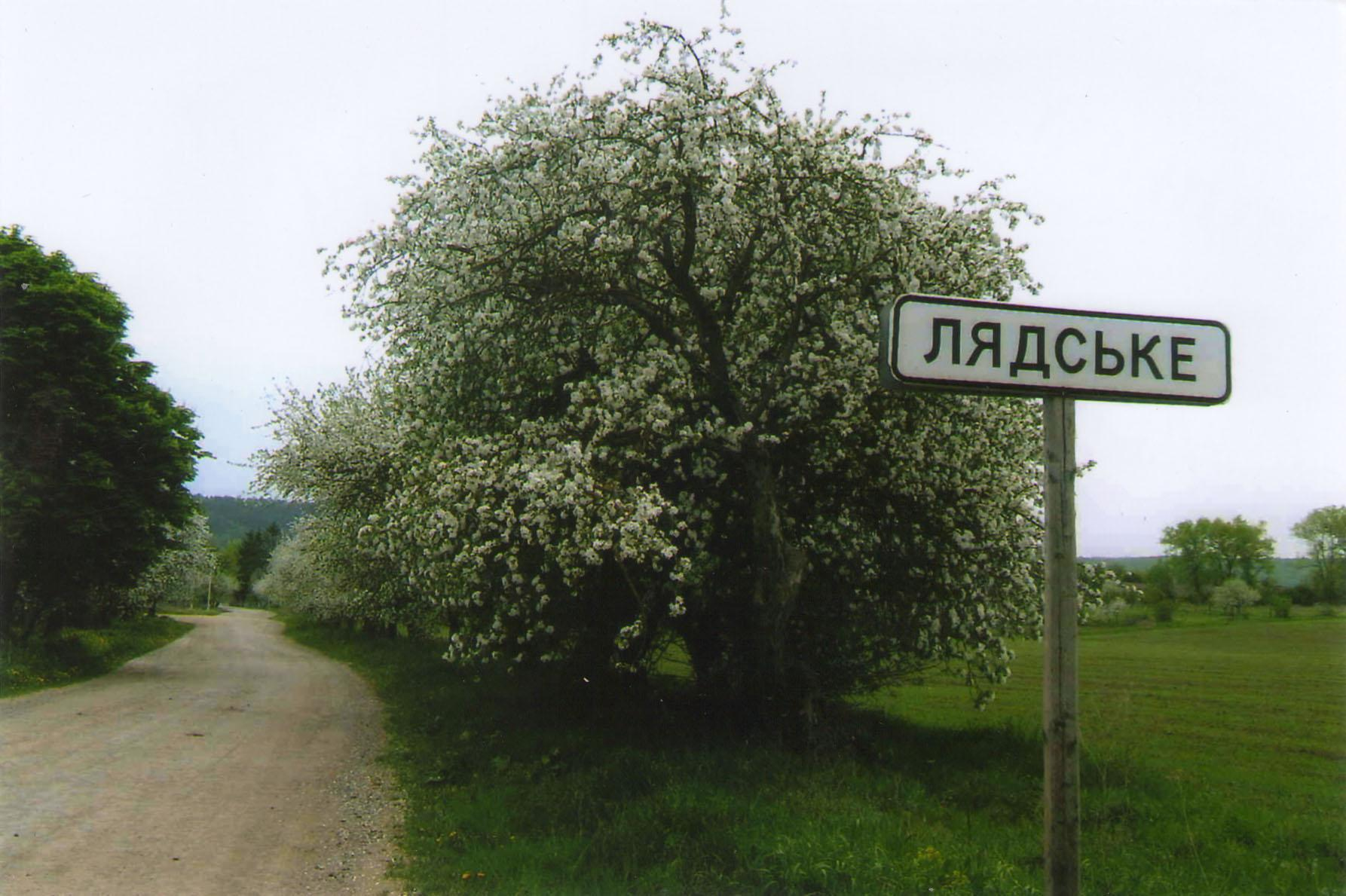
Лядське

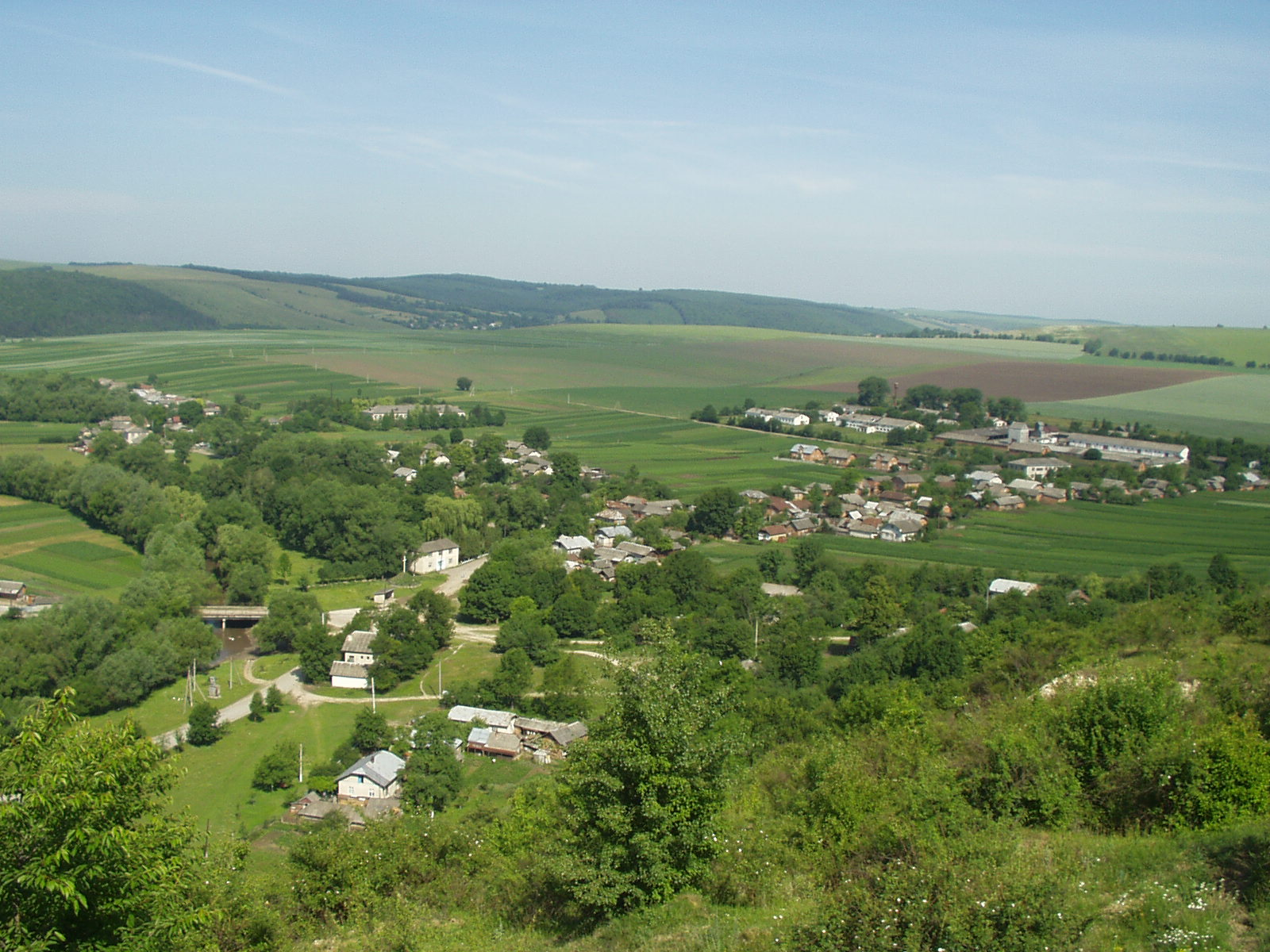
Вид на село

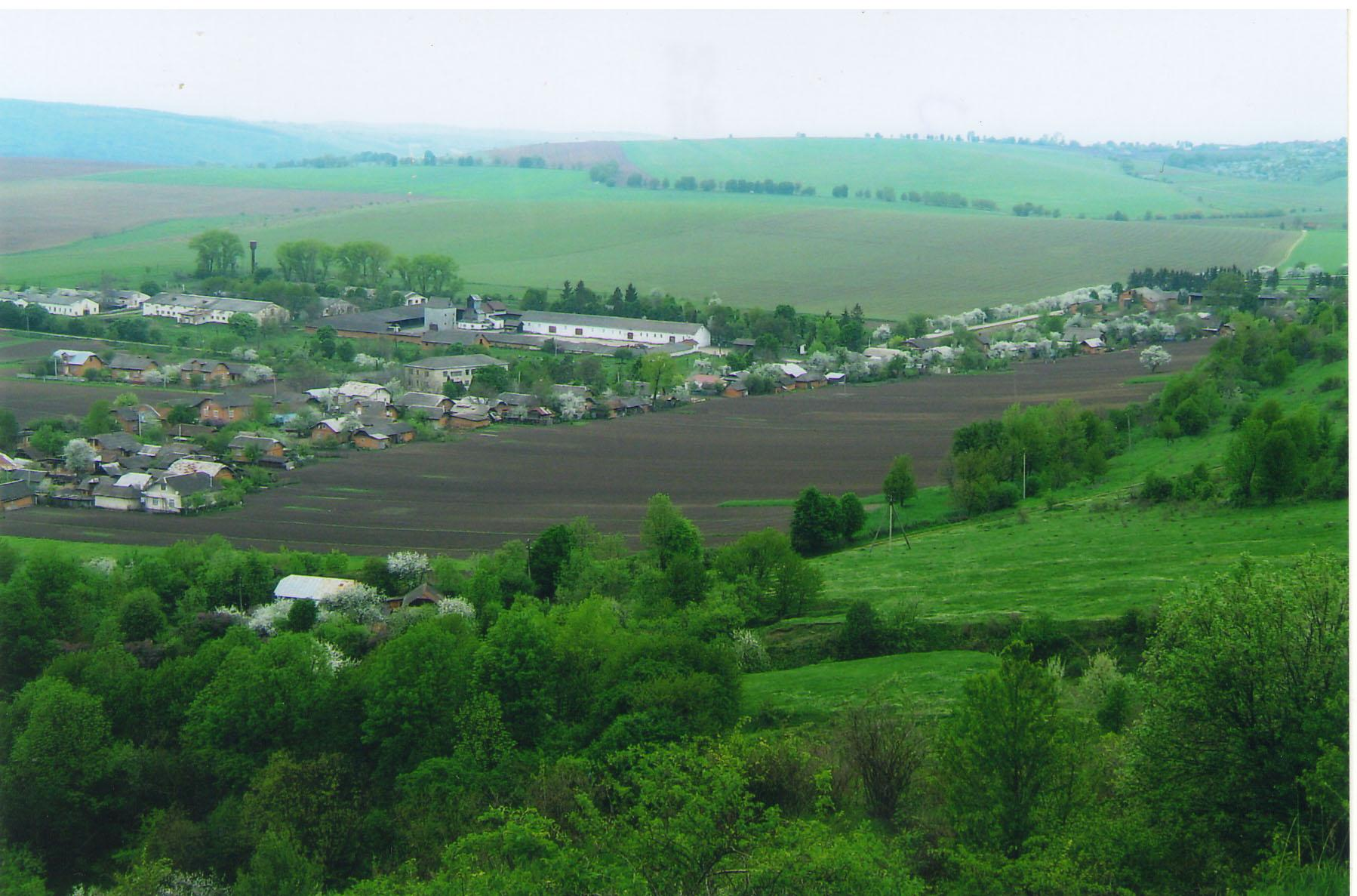
Ще один вид на село

Площа населеного пункту становить 308 га.
Станом на 1 січня.2010 року у населеному пункті налічувалося 197 дворів, з яких 147 були наявними, а 50 тимчасово відсутніми. Населення становило 373 особи, за національністю — українці.
У 1939 році населення села становило 1310 осіб, з них 1090 українців, 210 поляків та 10 євреїв. Було 250 дворів.
Віддаль до районного центру м.Монастириська — 16 км, до найближчої залізничної станції у м.Бучач — 33 км.
Середня температура в липні становить +25 — +30 °C, у січні — -17 — -22 °C. Місцевість горбиста, вкрита лісами та чагарниками, ґрунти суглинкові.

## Соціально-економічна сфера
Працюють Лядська амбулаторія лікаря загальної практики сімейної медицини, бібліотека та сільський клуб, який було побудовано на початку XX століття.
На території села функціонують ТзОВ «Лядське» та приватне підприємство з вирощування свиней «Ландрас-Агро».

## Герб та прапор
Герб — блакитного кольору, щит фігурної форми, на якому у верхній частині розміщений тризуб. Посередині — перехрещені пшеничний сніп і меч, накладений на нього. Унизу між двома восьмикутними зірочками півколом написано — Лядське. Усі зображення на щиті золотистого кольору.
Прапор — жовто-блакитний стяг.

## Етимологія
Існує дві версії походження назви населеного пункту. Перша — від прізвища пана Лядського, який утримував землі і кріпаків і друга, правдивіша і мабуть давніша, — від лісистої місцевості. Навколо села було багато лісів і село називалось Лісове — Лісне. У польській мові «ліс» це «ляс» і в розмовному процесі Лісове — Лясне перетворилося на Лясове чи Лясне — Ляцке — Лядське. Частина істориків вважає назву давнішою і виводить від терміну «лази», яким у Галичині позначали листяний ліс. 1963—1991 називалося Червоне. Відповідно до Постанови Президії Верховної Ради України № 289 від 18 лютого 1992 року відновлено колишнє найменування Лядське.
Існує дві версії походження назви населеного пункту. Перша — від прізвища пана Лядського, який утримував землі та кріпаків. Друга, правдивіша і, мабуть, давніша, — від лісистої місцевості. Навколо села було багато лісів, і село називалося Лісове — Лісне. Упольській мові «ліс» це «ляс», і в розмовному процесі Лісове — Лясне перетворилося на Лясове чи Лясне — Ляцке — Лядське. Частина істориків вважає назву давнішою і виводить її від терміну «лази», яким у Галичині позначали листяний ліс. З 1963 по 1991 рік село називалося Червоне. Відповідно до Постанови Президії Верховної Ради України № 289 від 18 лютого 1992 року було відновлено колишню назву Лядське.

## Історія
У літописах перша згадка про містечко Лядське, яке мало статус Магдебурзького права, датується 1445 роком (з архівних даних польського видання томів «Лєвим і правим»). У 1502 році майбутній руський воєвода Ян Фредро ділив з родичами село Ляцьке (себто Лядське).
У літописах перша згадка про містечко Лядське, яке мало статус Магдебурзького права, датується 1445 роком (з архівних даних польського видання томів «Лєвим і правим»). У 1502 році майбутній руський воєвода Ян Фредро ділив з родичами село Ляцьке (себто Лядське).
У 1564 та 1578 роках згадане як містечко — власність Львівського римо-католицького архиєпископства.
За козацької доби неподалік села відбулися дві великі битви із татарами.
Культурно-освітній рух у селі почався в 1868—1889 роках за ініціативою тодішнього дяка, а згодом війта Томи Ляшкевича, українського шляхтича.
У 1870 році коштами громади побудовано школу, в якій навчалися діти з Лядського та Бобрівника. Перший український вчитель Костянтин Кушніренко пробув у селі з 1870 по 1894 рік. Через незгоду із священиком у 1894 році він переїхав до Озерян Бучацького повіту; цього ж року прийшла вчителька Ольга Грабовецька.
У 1895 році було засновано філію українського товариства «Просвіта» за ініціативою студента Сенатовича та Івана і Степана Грабовських.
У 1900 році при читальні утворено збіжжевий збір для допомоги біднішим селянам.
У 1905 році засновано філію спортивно-руханкового пожежного товариства «Січ», яке у 1906 році призупинило свою діяльність, а в 1908 році його діяльність була відновлена.
У лютому 1906 року під час польського терору жандармерія і військо за участь у вічі в с. Нижнів (нині Тлумацького району Івано-Франківської області) вбили 3 особи, 5 поранили, 19 заарештували. Ця трагедія увінчена на сторінках «Енциклопедії історії України» як одна з найважливіших подій, що сталася в Україні.
Незабаром після кривавих подій, влітку 1906 року у Лядському спалахнув. страйк сільськогосподарських робітників, які працювали у посесора Гольденберґа. Біля панського поля була виставлена варта, що не впускала робітників, яких посесор заманював з інших сіл. Хоча вимоги страйкарів були скромними (полягали у підвищенні оплати праці), страйк налякав посесора, і він негайно погодився на умови робітників. Лютневі події 1906 року показали, що не вдалося залякати селян  розстрілом і арештом, а навпаки, згуртували.
У 1910 році було утворено кооператив «Власна поміч», який досить добре розвинувся.
Під час Першої світової війни товариства, а також школа призупинили діяльність.
Перші бої під селом відбулися 28 серпня 1914 року, а 31 серпня австрійці відступили в Карпати.
4 липня 1915 року бойовий фронт зупинився у селі Лядське розташованому понад Золотою Липою і залишався там до 28 серпня 1915 року. Донині збереглися викопані окопи у лісах і на пагорбах понад селом.
У 1916 році фронт знову пройшов через село, а 9 і 10 серпня 1916 року відбувся сильний бій під с. Лазарівка. Після цього австрійці відступили на позиції до Галича.
У 1920 році фронт знову двічі пройшов через Лядське. Бої точилися між російськими т польсько-українськими військами.
Вихідці з села Лядське служили в УСС та УГА.
Під час війни було зруйновано 24 господарства, розбито церкву і школу. У 1921 році їх відновлено і в школі розпочалося навчання.
У 1923 році відновлено діяльність читальні «Просвіта». Почав працювати аматорський гурток. Першою виставою, яку він поставив, була «Наталка-Полтавка».
У 1930 році поводилася польська «пацифікація», але у Лядському вона не відбулася. Було заарештовано кооперативного діловода і забрано документи та кооперативні книги в поліцію в Комарівці, але через тиждень усе повернули.
У 1932 році засновано молодіжне товариство «Союз української Поступової молоді ім. Драгоманова „Каменярі“».
У 1937 році почало діяти товариство «Союз українських працюючих жінок „Жіноча громада“».
У 1932 році в село Лядське навідалася письменниця Іванна Блажкевич.
З початком Другої світової війни багато громадян вступили в ОУН та УПА.
Список воїнів УПА, членів ОУН та уродженців села Лядське:
- Бойко Микола Степанович — 1920 р.н., загинув 1946 р. у с. Лядське
- Бойко Степан Михайлович — 1925 р.н., 1948 р. — не відомо
- Безтільна Ганна Олексіївна — 1924 р.н., закатована 1948 р. у с. Лядське
- Безтільний Іван Олексійович — 1928 р.н., 1946 р. — не відомо
- Безтільний Микола Михайлович — 1926 р.н., 1947 р.— не відомо
- Безтільний Степан Олексійович — 1926 р.н., 1946 р. — не відомо
- Безтільний Петро Іванович — 1917 р.н., загинув 1940 р. у м. Чортків
- Букатинський Адам Михайлович — 1920 р.н., 1949 р. — не відомо
- Букатинський Василь Петрович — 1925 р.н., 1947 р. — с. Лядське
- Дволітко Петро Васильович — 1918 р.н., 1940 р. у м. Чортків
- Дволітко Степан Петрович — 1913 р.н., 1956 р. у м. Красноярськ
- Дволітко Федір Пилипович — 1907 р.н., 1946 р. у с. Лядське
- Доміна Микола Адамович — 1909 р.н., 1940 р. у м. Чортків
- Кобітович Степан Михайлович — 1925 р.н., 1947 р. — не відомо
- Недільський Петро Олексійович — 1921 р.н., 1947 р. — не відомо
- Смучок Василь Михайлович — 1932 р.н., 1950 р. — не відомо
- Тиголь Степан Михайлович — 1923 р.н., 1946 р. у с. Лядське
- Цебрій Василь Іванович — 1917 р.н., 1946 р. у с. Бобрівники
- Цебрій Микола Михайлович — 1900 р.н., 1953 р. у с. Лядське
- Цебрій Степан Миколайович — 1921 р.н., 1949 р. — тюрма (не відомо)
- Цебрій Петро Іванович — 1921 р.н., 1951 р. — х. Зелена
- Шумега Степан Олексійович — 1923 р.н., 1950 р. — не відомо
- Шумега Степан Петрович — 1926 р.н., 1947 р. — не відомо

72 селян воювали на боці радянських військ, 26 із них стали орденоносцями, 31 загинув на фронті.
Список жителів громади сіл Лядське та Бобрівник, полеглих у Другій світовій війні:
- Ганущак Степан Васильович — 1917 р.н.
- Атаманюк Михайло Григорович — 1919 р.н.
- Пилипко Василь Семенович −1907 р.н.
- Коржик Федір Миколайович — 1919 р.н.
- Грабовський Йосип Іванович — 1919 р.н.
- Максимчук Михайло Григорович — 1919 р.н.
- Почерева Петро Михайлович — 1919 р.н.
- Костюшко Євстахій Войтилович — 1919 р.н.
- Мотуз Федір Миколайович — 1918 р.н.
- Лісецький Степан Іванович — 1906 р.н.
- Гасяк Іван Андрійович — 1911 р.н.
- Бойко Петро Васильович — 1907 р.н.
- Гудима Степан Степанович −1918 р.н.
- Кулик Петро Йосипович — 1917 р.н.
- Одуд Микола Іванович — 1918 р.н.
- Недільський Петро Семенович — 1906 р.н.
- Недільський Микола Тимкович — 1903 р.н.
- Недільський Степан Федорович — 1909 р.н.
- Шумега Михайло Олексійович — 1907 р.н.
- Заєць Василь Олексійович — 1909 р.н.
- Костюшко Доміна Войтилович — 1913 р.н.
- Бучок Микола Петрович — 1918 р.н.
- Костіль Парсковія Іванівна — 1886 р.н.
- Лісецька Ганна Костянтинівна — 1901 р.н.
- Лісецька Марія Костянтинівна — 1929 р.н.
- Гладун Іван Миколайович — 1913 р.н.
- Фішер Михайло Іванович — 1929 р.н.
- Стемпурський Степан Михайлович — 1930 р.н.
- Турчин Михайло Степанович — 1909 р.н.
- Когут Степан Григорович — 1932 р.н.

Внаслідок пожежі 1944 року згоріла половина будівель. У 1957 році була велика повінь.
У 1944 році Лядське було зайняте радянськими військами. Були створені органи влади. Першим головою сільської ради був Пилипко Микола Семенович, а секретарем — Доміна Василь Адамович.
19 серпня 1950 року НКВС вчинило масову репресію громадян, яких вивезли до таборів у Сибіру цілими сім'ями.
У січні 1950 року в селі створено колгосп ім. Леніна, а у 1955 році його об'єднано з Бобрівницьким колгоспом «Комсомолець України» під назвою «Шляхом Леніна», до якого також увійшли село Комарівка та хутори Підвивіз, Лядська Вербка, Грабок, Добромишль і Кудярка.
Протягом 1962–1966 років село належало до Бучацького району. Після ліквідації Монастириського району 19 липня 2020 року село увійшло до Чортківського району.
З 1979 по 1989 рік колгосп носив назву «Україна», а з 1989 по 2000 рік — селянська спілка «Україна». У 2000 році селянську спілку реорганізовано у ТзОВ «Гарант», у 2005 році — ТзОВ «Лядське».
У 1989 році в селі засновано осередок Народного Руху України, який налічував 35 членів.
12 червня 2020 року, відповідно до розпорядження Кабінету Міністрів України № 724-р «Про визначення адміністративних центрів та затвердження територій територіальних громад Тернопільської області» увійшло до складу Монастириської міської громади.
19 липня 2020 року, в результаті адміністративно-територіальної реформи та ліквідації Монастириського району, село увійшло до складу Чортківського району.

## Політика

### Парламентські вибори, 2019
На позачергових парламентських виборах 2019 року у селі функціонувала окрема виборча дільниця № 610681, розташована у приміщенні клубу.
Результати
- зареєстровано 223 виборці, явка 72,65%, найбільше голосів віддано за Всеукраїнське об'єднання «Батьківщина» і Радикальну партію Олега Ляшка — по 20,00%, за «Голос» — 16,25%.[5] В одномандатному окрузі найбільше голосів отримав Микола Люшняк (самовисування) — 42,95%, за Ігоря Сопеля (Слуга народу) — 11,54%, за Василя Сеника (Радикальна партія Олега Ляшка) — 10,90%[6].

## Релігія

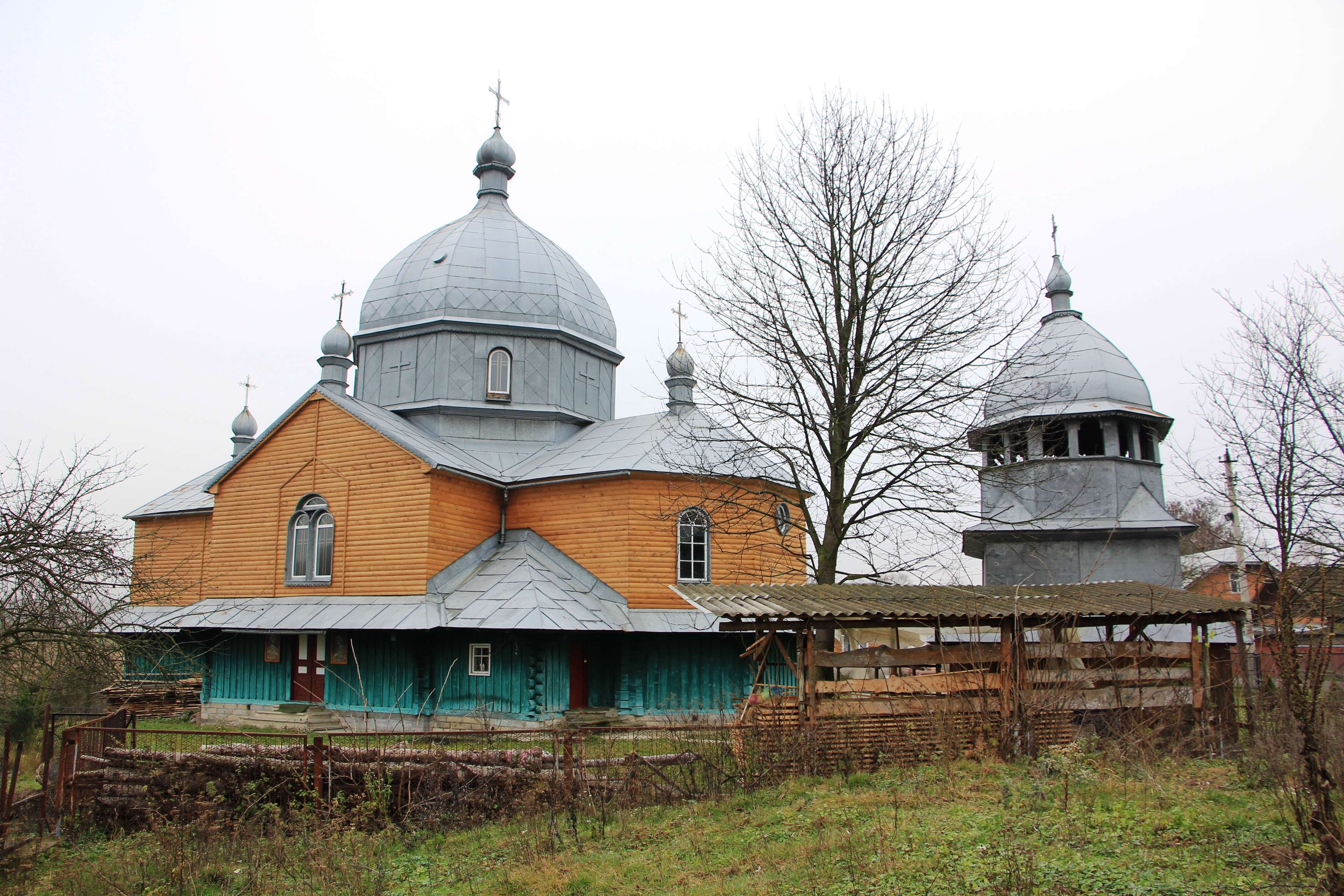
Церква Успіння Пресвятої Богородиці 1781

Є церква Успіння Пресвятої Богородиці (1781, дерев'яна). У 1912 році був проведений ремонт. У 1996 році поставлено новий іконостас, тетрапод та кивот. Дзвіниця, за переказами, навіть старіша від церкви.

## Пам'ятки
- Пам'ятник воїнам-односельцям, полеглим у німецько-радянській війні (1973),
- Пам'ятник розстріляним учасникам повстання 1906 (1980, скульптор В. Млинко),
- Пам'ятний знак на честь скасування панщини (1991),
- Символічна могила Борцям за волю України (1992).

## Населення

### Мова
Розподіл населення за рідною мовою за даними перепису 2001 року:
| Мова       | Кількість | Відсоток |
| ---------- | --------- | -------- |
| українська | 434       | 100%     |

## Відомі люди
У Лядському перебували громадсько-політичні діячі Євген Олесницький, Ернест Теодор Брайтер і Семен Вітик.

## Примітки

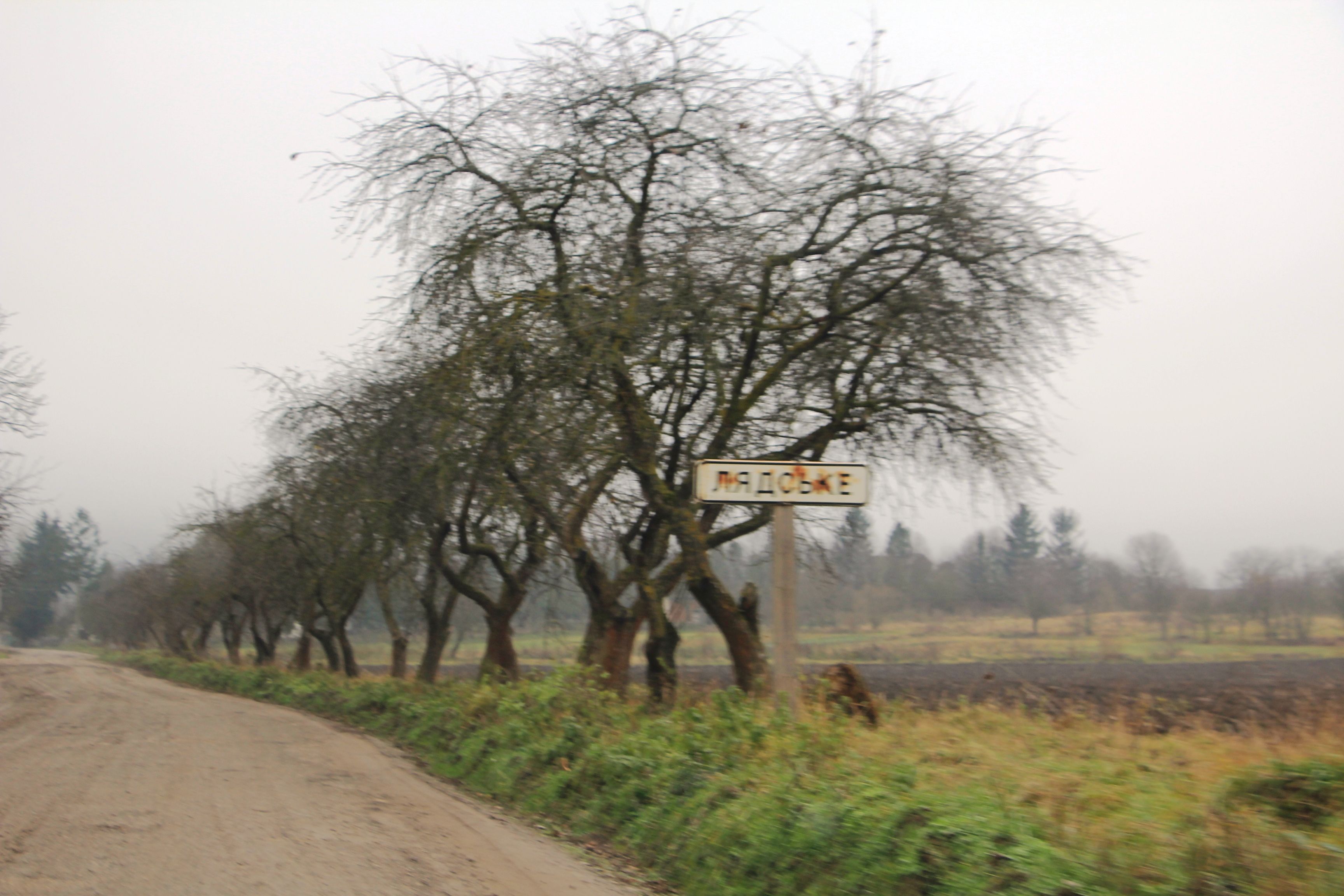
Дорожній знак на в'їзді у с. Лядське
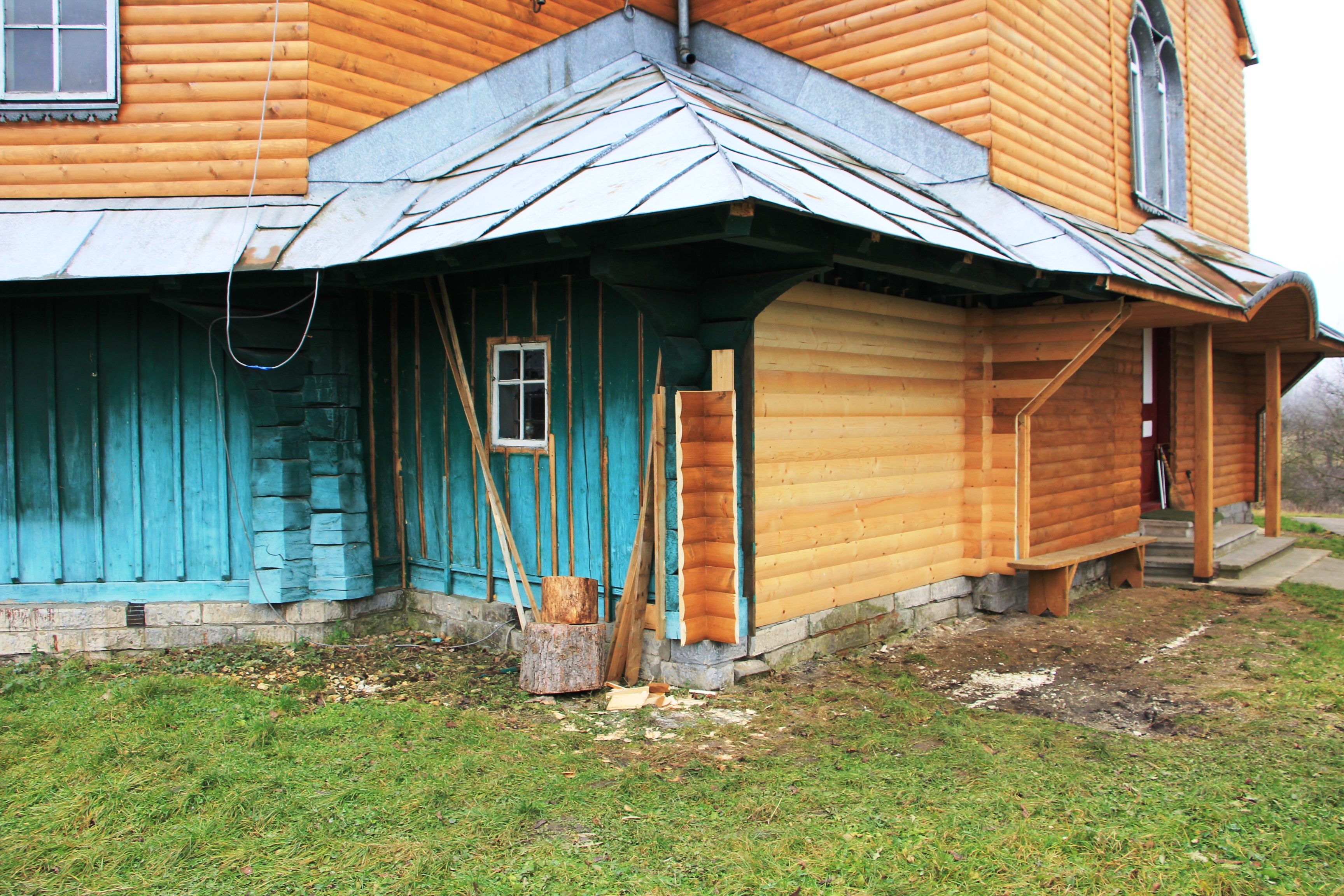
Церква Успіння Пресвятої Богородиці 1781